# موسی رحیمی لاریجانی
موسی رحیمی لاریجانی (۱۲۹۹–۱۳۵۸) سپهبد و رئیس اداره یکم ستاد بزرگ ارتشتاران و معاون و رئیس ستاد فرماندهی نظامی تهران، دادیار دادسرای دادگاه عالی انتظامی قضات ارتش، رئیس دانشگاه پلیس و رئیس اسبق فدراسیون کشتی ایران بود. او پس از انقلاب به دستور خلخالی اعدام شد.

## زندگی‌نامه
لاریجانی تحصیلات ابتدایی و متوسطه را در تهران و تحصیلات نظامی را در دانشکده افسری، دانشکده مقدماتی رسته‌ای، دانشکده عالی مشترک و دانشکده فرماندهی و ستاد گذراند. وی همچنین دارای لیسانس حقوق نیز از دانشگاه تهران بود.
رحیمی رئیس فدراسیون کوهنوردی بود و از آذرماه سال ۱۳۴۹ مسئولیت فدراسیون کشتی ایران را بر عهده گرفت. وی در ارتش دارای مناصب گوناگونی بوده و در جریان انقلاب ۱۳۵۷ سمت معاون و رئیس ستاد فرماندهی نظامی تهران را برعهده داشت. رحیمی در طول مدت اشتغال در ارتش در رده‌ها و پست‌های مختلفی مشغول بود و پس از طی مراحل و دریافت نشان‌های مختلف در سال ۱۳۵۷ به سمت معاون و رئیس ستاد فرماندهی نظامی تهران منصوب شد.
لاریجانی در زمان دولت ملی دکتر مصدق دادیار نظامی بود و وسیله خلاصی اردشیر زاهدی را در جریان مخفی شدن پدرش فضل‌الله زاهدی فراهم می‌کند و در کودتای ۲۸ مرداد از افراد غیر مرتبط با کودتاچیان بوده است.
وی همچنین از امضا کنندگان اعلامیه بی‌طرفی ارتش در ۲۲ بهمن ۱۳۵۷ بود.

## نشان‌ها
- نشان لیاقت
- نشان افتخار ۲ و ۳*
- نشان رستاخیز
- نشان خدمت ۲
- نشان کوشش
- نشان ۲۸ مرداد
- نشان ابر و پرچم جمهوری خلق چین
- نشان افیسیه دلا لژیون دونور فرانسه
- نشان کاوالیه ایتالیا